# Вайомінг (фільм, 1940)
«Вайомінг» (англ. Wyoming) — американський вестерн режисера Річарда Торпа 1940 року.

## Сюжет
Після того, як Реб і Дейв дезертирували з армії конфедератів, вони вирушають до Вайомінга.

## У ролях
- Воллес Бірі — «Реб» Гаркнесс
- Лео Каррільо — Піт Марілло
- Енн Разерфорд — Люсі Кінкейд
- Лі Боуман — сержант Коннеллі
- Джозеф Каллея — Джон Баклі
- Бобс Вотсон — Джиммі Кінкейд
- Пол Келлі — генерал Кастер
- Генрі Треверс — шериф